# Everything but the Girl
Gli Everything but the Girl sono un duo britannico costituitosi nel 1982 a Hull e formato dalla cantante e bassista Tracey Thorn (nata il 26 settembre 1962) e dal chitarrista/DJ/producer Ben Watt (nato il 6 dicembre 1962). Il nome della band ("tutto tranne la ragazza") era lo slogan pubblicitario di un negozio di arredamenti di Hull, oggi demolito, che prometteva ai clienti di fornire tutto per la loro camera da letto eccetto, appunto, la ragazza.

## Storia
Il loro primo singolo pubblicato è una cover del celebre brano Night and Day di Cole Porter, a cui segue Each and Every One, che traina il loro album d'esordio Eden (negli Stati Uniti verrà invece pubblicato per primo un album omonimo Everything But The Girl, che raccoglie parte di Eden e alcuni singoli precedenti). Il loro genere musicale si inserisce in quella corrente musicale della scena inglese dei primi anni '80 etichettata come cool jazz-pop, in cui si annoverano altri artisti quali Sade, Matt Bianco e gli Style Council, sul cui album Café Bleu i due compaiono come ospiti.
Con le uscite successive, il loro sound riscontra progressive modifiche. Love Not Money del 1985 ritrae il nord dell'Inghilterra industriale sconvolto dalle riforme di Margaret Thatcher; nel 1986 esce Baby, the Stars Shine Bright, un album di brani con orchestra arrangiato secondo lo stile di Burt Bacharach. Nei tre dischi che seguono, il duo, che è una coppia anche nella vita privata e ha tre figli, affina il proprio stile portandolo verso un pop molto curato ed elegante, ma piuttosto distante dagli esordi.
Tra il 1991 e il 1994 il gruppo ferma quasi completamente la propria attività, per via della sindrome di Churg-Strauss (una malattia autoimmune) contratta da Ben Watt, di cui egli stesso racconterà il decorso nel libro Patient. Nel 1994 esce l'album Amplified Heart, il cui singolo, Missing, diventerà un successo mondiale, grazie anche alla versione remixata dal Dj Todd Terry. La musica ha sempre una base acustica, ma l'arrangiamento è più moderno e fa ampio uso dell'elettronica. Seguono una collaborazione con i Massive Attack e gli album Walking Wounded e Temperamental, in cui la vena elettronica viene ancora più approfondita, influenzata da uno stile musicale nato negli anni novanta, e denominato Jungle.
Dal 2000 al 2023 il gruppo non è stato attivo; Thorn e Watt si sono dedicati all'attività solista, avendo più volte espresso il desiderio di crescere i propri tre figli lontano dal clamore dei mass-media. Nella tarda primavera del 2005 Tracey Thorn ha inciso le parti vocali - da lei anche composte - del brano Damage per la band tedesca degli Tiefschwarz. La stessa Tracey Thorn ha pubblicato due album solisti: il primo, A distant shore, prima della fondazione del gruppo (1982), un breve disco di otto brani per sola chitarra e voce; il secondo all'inizio del 2007 (Out of the woods), un mix di varie esperienze musicali, elettroniche ed acustiche.
Nel novembre del 2022 la Thorn annuncia sul suo profilo Twitter un nuovo album del gruppo, uscito il 21 aprile 2023, il primo dopo 24 anni, dal titolo Fuse.

## Stile musicale
Spesso citati fra i principali esponenti della scena cool britannica degli anni ottanta, gli Everything but the Girl si sono attenuti a un etereo e raffinato stile jazz-pop debitore del folk e della musica latina. Negli anni novanta, la loro musica ha subito una brusca svolta verso l'electronica e il trip-hop. Dopo Eden (1984), che già denota le generalità stilistiche del gruppo, hanno fatto spazio alla musica orchestrale di Baby, the Stars Shine Bright (1986), che si ispira idealmente a George Gershwin e Cole Porter. Sono poi passati ai brani acustici di Acoustic (1992) e a quelli di Amplified Heart (1994) che li ha visti approcciarsi per la prima volta con il trip-hop, la drum and bass e la techno. Il nuovo corso elettronico è stato ripreso nei successivi Walking Wounded (1996) e Temperamental (1999), dove viene "calpestato ogni rimasuglio di dolcezza pop". AllMusic classifica il gruppo fra gli esponenti di varie espressioni di musica dance, pop e rock quali il college rock e il sophisti-pop.

## Discografia
- 1984 – Eden
- 1985 – Love Not Money
- 1986 – Baby, the Stars Shine Bright
- 1988 – Idlewild
- 1990 – The Language of Life
- 1991 – Worldwide
- 1992 – Acoustic (solo in Nord America)
- 1992 – Essence and Rare (solo in Giappone)
- 1993 – Home Movies - The best of EBTG
- 1994 – Amplified Heart
- 1996 – Walking Wounded
- 1999 – Temperamental
- 2002 – Like the Deserts Miss the Rain
- 2005 – Adapt or Die - Ten Years of Remixes
- 2023 – Fuse